# Raymond Kennedy
Raymond Arthur Kennedy (3. März 1934 in Wilbraham, Massachusetts – 18. Februar 2008 in New York City), bekannt als Raymond Kennedy, war ein US-amerikanischer Schriftsteller.
Kennedy war Mitarbeiter unter anderem an der Encyclopedia Americana und unterrichtete von 1982 bis 2006 Creative Writing an der New Yorker Columbia University. Von seinen acht Romanen erschienen im deutschsprachigen Raum Lulu Incognito und Hoch zu Roß. Die letzte Veröffentlichung auf Deutsch zu seinen Lebzeiten war 2006 die Novelle Am Rand der Welt.
Kennedy lebte nahezu fünfzig Jahre in Manhattan, New York. Er war zweimal verheiratet und hinterließ eine Tochter aus seiner zweiten Ehe. Kennedy starb an den Folgen eines Schlaganfalls in Brooklyn.

## Werke (auf Deutsch)
- Lulu incognito. Roman. Deutsch von Bettina Runge. Klett-Cotta, Stuttgart 1992, ISBN 3-608-95658-1.
- Hoch zu Roß. Roman. Deutsch von Wolfgang Krege. Klett-Cotta, Stuttgart 1994, ISBN 3-608-95885-1.
  - als Taschenbuch: dtv, München 1996, ISBN 3-423-12295-1.
- Am Rand der Welt. Novelle. Deutsch von Hans-Ulrich Möhring. Klett-Cotta, Stuttgart 2006, ISBN 3-608-93729-3.

## Nachweise
1. ↑  Deutschlandradio Kultur: Vagheiten und Ungesagtes, Rezension zu Am Rand der Welt, 5. September 2006.
2. ↑  Raymond Kennedy, Novelist, Dies at 73. In: The New York Times. 23. Februar 2008 (englisch).

| Personendaten    | Personendaten                    |
| ---------------- | -------------------------------- |
| NAME             | Kennedy, Raymond                 |
| ALTERNATIVNAMEN  | Kennedy, Raymond Arthur          |
| KURZBESCHREIBUNG | US-amerikanischer Schriftsteller |
| GEBURTSDATUM     | 3. März 1934                     |
| GEBURTSORT       | Wilbraham                        |
| STERBEDATUM      | 18. Februar 2008                 |
| STERBEORT        | New York City                    |